# バンクス・オヴ・エデン
『バンクス・オヴ・エデン』（Banks of Eden）は、スウェーデンのプログレッシブ・ロック・バンド、ザ・フラワー・キングスが2012年に発表した11作目のスタジオ・アルバム。

## 背景
約4年間の活動休止を経て制作されたアルバムで、新ドラマーのフェリックス・レーマンを迎えた編成で録音された。収録曲「ナンバーズ」は、世界が数字により支配されていることに言及した曲で、「パンデモニウム」はカトリック教会の性的虐待事件を含む教会の問題を題材としている。

## 反響・評価
母国スウェーデンでは、2012年6月29日付のアルバム・チャートで27位を記録し、バンド初のチャート入りを果たした。また、オランダでも初のチャート入りを果たし、総合アルバム・チャートで64位、オルタナティヴ・チャートで29位に達した。アメリカでは『ビルボード』のトップ・ヒートシーカーズで45位を記録した。
Eduardo Rivadaviaはオールミュージックにおいて5点満点中3.5点を付け、「ナンバーズ」に関して「ザ・フラワー・キングスには、ピーター・ガブリエルほど存在感のあるボーカルがないとはいえ、彼らが大作の中で多くの展開、雰囲気、スタイル（ポップ、ジャズ、クラシック、メタル等）を連ねていることは、感動的なだけでなく、哲学的にも審美的にも全盛期のジェネシスを思わせる」と評し、「フォー・ザ・ラヴ・オヴ・ゴールド」に関してはイエス、「ライジング・ジ・インペリアル」に関してはピンク・フロイドを引き合いに出している。また、『CDジャーナル』のミニ・レビューでは「いきなり25分の曲で幕を開けるが、その構成美はもちろん、温かみある音とメロディが耳を奪う」と評されている。

## 収録曲
特記なき楽曲はロイネ・ストルト作。
1. ナンバーズ "Numbers" - 25:26
2. フォー・ザ・ラヴ・オヴ・ゴールド "For the Love of Gold" (Roine Stolt, Tomas Bodin) - 7:25
3. パンデモニウム "Pandemonium" - 6:09
4. フォー・ゾーズ・アバウト・トゥ・ドラウン "For Those About to Drown" - 7:06
5. ライジング・ジ・インペリアル "Rising the Imperial" (Jonas Reingold, Roine Stolt) - 7:52

### 限定盤ボーナス・ディスク
1. イルミナティ "Illuminati" - 6:20
2. ファイアーゴースツ "Fireghosts" - 5:50
3. ゴーイング・アップ "Going Up" (J. Reingold) - 5:10
4. ロラインズ "LoLines" - 4:40

また、ボーナス・ディスクはエンハンストCDとなっており、2012年1月に行われたバンドのインタビュー映像も収録されている。

## 参加ミュージシャン
- ロイネ・ストルト - リードギター、ボーカル
- ハッセ・フレベリ - ボーカル、ギター
- トマス・ボディーン - キーボード
- ヨナス・レインゴールド - ベース、アコースティック・ギター、ボーカル
- フェリックス・レーマン - ドラムス、パーカッション

アディショナル・ミュージシャン
- インゲル・オーレン＝レインゴールド - ボーカル(on "Rising the Imperial")